# قنصور أفغاني
قنصور أفغاني (الاسم العلمي:Colutea afghanica) هي نوع نباتي يتبع جنس القنصور من فصيلة البقولية.